# Emmy do Primetime de melhor série limitada
O Emmy do Primetime para Melhor série limitada é um dos prêmios entregues pela Academia de Artes & Ciências Televisivas pelas excelências televisivas como parte dos Prémios Emmy do Primetime. Entre 2011 e 2013, as categorias Melhor minissérie e Melhor filme televisivo foram agrupadas, em razão do baixo número de produção de minisséries - durante dois anos, não foram preenchidas as cinco vagas para disputar a categoria. Em 2014, a decisão foi revertida e em 2015, a categoria foi alterada para Melhor série limitada.

## Vencedores e indicados

### Década de 1970
| Ano                             | Minissérie ou telefilme                                                                 | Produtor(es) | Canal |
| ------------------------------- | --------------------------------------------------------------------------------------- | ------------ | ----- |
| 1973                            |                                                                                         |              |       |
| Tom Brown's Schooldays          | John D. McRae                                                                           | PBS          |       |
| La Vita di Leonardo Da Vinci    | RAI — Radiotelevisione italiana S.p.A.                                                  | CBS          |       |
| The Last of the Mohicans        | John D. McRae                                                                           | PBS          |       |
| 1974                            |                                                                                         |              |       |
| Columbo: Double Exposure        | Douglas Benton, Edward K. Dodds, Dean Hargrove, Roland Kibbee e Robert D. O'Neill       | NBC          |       |
| The Blue Knight                 | Walter Coblenz e Lee Rich                                                               | NBC          |       |
| McCloud                         | Michael Gleason e Glen Larson                                                           | NBC          |       |
| 1975                            |                                                                                         |              |       |
| Benjamin Franklin               | Lewis Freedman, Glenn Jordan e George Lefferts                                          | CBS          |       |
| Columbo                         | Everett Chambers, Edward K. Dodds, Dean Hargrove e Roland Kibbee                        | NBC          |       |
| McCloud                         | Michael Gleason, Glen Larson e Ronald Satlof                                            | NBC          |       |
| 1976                            |                                                                                         |              |       |
| Upstairs, Downstairs            | Rex Firkin e John Hawkesworth                                                           | PBS          |       |
| The Law                         | William Sackheim                                                                        | NBC          |       |
| The Adams Chronicles            | Paul Bogart, Fred Coe, Robert Costello, James Cellan Jones, Virginia Kassel e Jac Venza | PBS          |       |
| Jennie: Lady Randolph Churchill | Andrew Brown e Stella Richman                                                           | PBS          |       |
| Rich Man, Poor Man              | Harve Bennett e Jon Epstein                                                             | ABC          |       |
| 1977                            |                                                                                         |              |       |
| Roots                           | Stan Margulies e David L. Wolper                                                        | ABC          |       |
| The Adams Chronicles            | James Cellan Jones, Fred Coe, Robert Costello, Virginia Kassel e Jac Venza              | PBS          |       |
| Madame Bovary                   | Richard Beynon                                                                          | PBS          |       |
| The Moneychangers               | Ross Hunter e Jacque Mapes                                                              | NBC          |       |
| Captains and the Kings          | Roy Huggins e Jo Swerling, Jr.                                                          | NBC          |       |
| 1978                            |                                                                                         |              |       |
| Holocaust                       | Robert Berger e Herbert Brodkin                                                         | NBC          |       |
| I, Cluadius                     | Martin Lisemore e Joan Sullivan                                                         | PBS          |       |
| Anna Karenina                   | Ken Riddington, Joan Sullivan e Donald Wilson                                           | PBS          |       |
| King                            | Edward S. Feldman, William Finnegan e Paul Maslansky                                    | NBC          |       |
| Washington: Behind Close Doors  | Eric Bercovici, Stanley Kallis, Norman Powell e David W. Rintels                        | ABC          |       |
| 1979                            |                                                                                         |              |       |
| Roots: The Next Generations     | Stan Margulies e David L. Wolper                                                        | ABC          |       |
| Backstairs at the White House   | Ed Friendly e Michael O'Herlihy                                                         | NBC          |       |
| Blind Ambition                  | George Schaefer, David Susskind e Renee Valente                                         | CBS          |       |

### Década de 1980
| Ano                                   | Minissérie ou telefilme                                                                      | Produtor(es) | Canal |
| ------------------------------------- | -------------------------------------------------------------------------------------------- | ------------ | ----- |
| 1980                                  |                                                                                              |              |       |
| Edward & Mrs. Simpson                 | Andrew Brown                                                                                 | Syndication  |       |
| Disraeli: Portrait of a Romantic      | Cecil Clarke e Joan Wilson                                                                   | PBC          |       |
| The Duchess of Duke Street            | John Hawkesworth e Joan Wilson                                                               | PBC          |       |
| The Scarlett O'Hara War               | Stan Margulies e David L. Wolper                                                             | NBC          |       |
| 1981                                  |                                                                                              |              |       |
| Shōgun                                | Eric Bercovici e James Clavell                                                               | NBC          |       |
| East of Eden                          | Mace Neufeld, Barney Rosenzweig e Ken Wales                                                  | ABC          |       |
| Masada                                | George Eckstein                                                                              | ABC          |       |
| Rumpole of the Bailey                 | Jacqueline Davis e Joan Wilson                                                               | PBC          |       |
| Tinker, Tailor, Soldier, Spy          | Samuel J. Paul, Jonathan Powell e Jac Venza                                                  | PBC          |       |
| 1982                                  |                                                                                              |              |       |
| Marco Polo                            | Vincenzo LaBella                                                                             | NBC          |       |
| A Town Like Alice                     | Henry Crawford e Joan Wilson                                                                 | PBS          |       |
| Oppenheimer                           | Peter Goodchild e Lindsay Law                                                                | PBS          |       |
| Flickers                              | Joan Brown e Joan Wilson                                                                     | PBS          |       |
| Brideshead Revisited                  | Derek Granger, Robert Kotlowitz, Sam Paul e Jac Venza                                        | PBS          |       |
| 1983                                  |                                                                                              |              |       |
| Nicholas Nickleby                     | Colin Callender                                                                              | Syndication  |       |
| To Serve Them All My Days             | Ken Riddington                                                                               | PBS          |       |
| The Winds of War                      | Dan Curtis                                                                                   | ABC          |       |
| The Thorn Birds                       | Edward Lewis, Stan Margulies e David L. Wolper                                               | ABC          |       |
| Smiley's People                       | Jonathan Powell                                                                              | Syndication  |       |
| 1984                                  |                                                                                              |              |       |
| Concealed Enemies                     | Peter Cook, David Elstein e Lindsay Law                                                      | PBS          |       |
| Reilly, Ace of Spies                  | C. J. Burt e Verity Lambert                                                                  | PBS          |       |
| Nancy Astor                           | Philip Hinchcliffe                                                                           | PBS          |       |
| Chiefs                                | Jerry London, Martin Manulis e John E. Quill                                                 | CBS          |       |
| George Washington                     | Richard Fielder, David Gerber e Buzz Kulik                                                   | CBS          |       |
| 1985                                  |                                                                                              |              |       |
| The Jewel in the Crown                | Denis Forman e Christopher Morahan                                                           | PBS          |       |
| Space                                 | Dick Berg, Robert Birnbaum, Jack Clements, Martin Manulis e Allan J. Marcil                  | CBS          |       |
| Robert Kennedy & His Times            | Robert Christiansen e Rick Rosenberg                                                         | CBS          |       |
| Ellis Island                          | Nick Gillott, Gabriel Katzka, Frank Konigsberg e Jerry London                                | CBS          |       |
| A Woman of Substance                  | Diane Baker, Tom Donald e Ian Warren                                                         | Syndication  |       |
| 1986                                  |                                                                                              |              |       |
| Peter the Great                       | Marvin J. Chomsky, Lawrence Schiller e Konstantin Thoeren                                    | NBC          |       |
| Lord Mountbatten: The Last Viceroy    | Judith DePaul e George Walker                                                                | PBS          |       |
| The Long Hot Summer                   | Ron Gilbert, Leonard Hill, John Thomas Lenox e Dori Weiss                                    | CBS          |       |
| On Wings of Eagles                    | Lynn Raynor e Edgar J. Scherick                                                              | CBS          |       |
| Dress Gray                            | William Beaudine, Glenn Jordan e Frank von Zerneck                                           | CBS          |       |
| 1987                                  |                                                                                              |              |       |
| A Year in the Life                    | Joshua Brand, Stephen Cragg e John Falsey                                                    | NBC          |       |
| Out on a Limb                         | Colin Higgins e Stan Margulies                                                               | ABC          |       |
| The Two Mrs. Grenvilles               | John Erman, Preston Fisher e Susan Pollock                                                   | NBC          |       |
| Nutcracker: Money, Madness and Murder | William Beaudine, William Hanley e Chuck McLain                                              | NBC          |       |
| Anastasia: The Mystery of Anna        | Marcin J. Chomsky, Graham Cottle, Kenneth Kaufman e Michael Lepiner                          | NBC          |       |
| 1988                                  |                                                                                              |              |       |
| The Murder of Mary Phagan             | George Stevens                                                                               | NBC          |       |
| Lincoln                               | Robert Christiansen, Bill Finnegan, Pat Finnegan, Sheldon Pinchuk e Rick Rosenberg           | NBC          |       |
| Billionaire Boys Club                 | Marvin J. Chomsky, Marcy Ross, Donald March e Ann Weston                                     | NBC          |       |
| Baby M                                | Ilene Amy Berg e Goldon L. Freedman                                                          | ABC          |       |
| 1989                                  |                                                                                              |              |       |
| War and Remembrance                   | Dan Curtis e Barbara Steele                                                                  | ABC          |       |
| Lonesome Dove                         | Suzanne De Passe, Robert Halmi, Jr., Dyson Lovell, Michael L. Weisbarth e Bill Witliff       | CBS          |       |
| The Women of Brewster Place           | Barbara Black, Reuben Cannon, Karen Hall, Carole Isenberg, Patricia K. Meyer e Oprah Winfrey | ABC          |       |
| I Know My First Name is Steven        | Andrew Adelson e Kim C. Friese                                                               | NBC          |       |
| A Perfect Spy                         | Jonathan Powell e Colin Rogers                                                               | PBS          |       |

### Década de 1990
| Ano                                       | Minissérie ou telefilme | Produtores | Canal |
| ----------------------------------------- | --- | ---------- | ----- |
| 1990                                      | |            |       |
| Drug Wars: The Camarena Story             | Mark Allan, Richard Brams, Christopher Canaan, Branko Lustig, Michael Mann, Ann Powell e Rose Schacht                               | NBC        |       |
| Family of Spies                           | Gerald W. Abrams, Jennifer Alward, Jonathan Bernstein e William Dunne                                                               | CBS        |       |
| Small Sacrifices                          | Suzanne De Passe, S. Bryan Hickox e Louis Rudolph                                                                                   | ABC        |       |
| The Kennedys of Massachusetts             | Michael Barnathan, Gary Hoffman, Susan Pollock, Lynn Raynor e Edgar J. Scherick                                                     | ABC        |       |
| Blind Faith                               | Susan Baerwald, Daniel Franklin e Dan Wigutow                                                                                       | NBC        |       |
| 1991                                      | |            |       |
| Separate But Equal                        | Stan Margulies e George Stevens, Jr.                                                                                                | ABC        |       |
| Decoration Day                            | Joyce Corrington, Dick Gallegly, Anne Hopkins e Marian Rees                                                                         | NBC        |       |
| Switched at Birth                         | Richard Heus, Lawrence Horowitz, Barry Morrow, Michael O'Hara, Mark Sennet e Ervin Zavada                                           | NBC        |       |
| The Josephine Baker Story                 | Robert Halmi, John Kemeny e David Puttnam                                                                                           | HBO        |       |
| Sarah, Plain and Tall                     | Glenn Close, Glenn Jordan, William Self e Edwin Self                                                                                | CBS        |       |
| Paris Trout                               | Diana Kerew, Frank Konigsberg e Larry Sanitsky                                                                                      | Showtime   |       |
| 1992                                      | |            |       |
| A Woman Named Jackie                      | Tomlinson Dean, Lester Persky e Lorin Bennett Salob                                                                                 | NBC        |       |
| In Child's Name                           | Vahan Moosekian, Helen Verno e Dan Wigutow                                                                                          | CBS        |       |
| The Burden of Proof                       | Preston Fischer, John Perrin Flynn e Mike Robe                                                                                      | ABC        |       |
| Cruel Doubt                               | Susan Baerwald e Dan Franklin | NBC        |       |
| Drug Wars: The Cocaine Cartel             | Richard Brams, Gordon Greisman e Michael Mann                                                                                       | NBC        |       |
| 1993                                      | |            |       |
| Prime Suspect 2                           | Sally Head e Paul Marcus | PBS        |       |
| Alex Haley's Queen                        | Bernard Sofronski, David L. Wolper e Mark M. Wolper                                                                                 | CBS        |       |
| Sinatra                                   | Richard Rosenbloom e Tina Sinatra                                                                                                   | CBS        |       |
| Family Pictures                           | Les Alexander, Joe Broido, Don Enright e Jennifer Miller                                                                            | ABC        |       |
| The Jacksons: An American Dream           | Suzanne De Passe, Joyce Eliason, Jermaine Jackson, Margaret Maldonado Jackson e Stan Margulies                                      | ABC        |       |
| 1994                                      | |            |       |
| Prime Suspect 3                           | Sally Head e Paul Marcus | PBS        |       |
| World War II: When Lions Roared           | Bruce Kerner, David W. Rintels, Victoria Riskin e Ethel Winant                                                                      | NBC        |       |
| Oldest Living Confederate Widow Tells All | Jack Clements, Joyce Eliason, Frank Konigsberg e Larry Sanitsky                                                                     | CBS        |       |
| Tales of the City                         | Tim Bevan, Richard Kramer, Armistead Maupin, Alan Poul, Antony Root e Sigurjón Sighvatsson                                          | PBS        |       |
| The Stand                                 | Mitchell galin, Stephen King, Peter McIntosh e Richard P. Rubinstein                                                                | ABC        |       |
| 1995                                      | |            |       |
| Joseph                                    | Laura Fattori, Lorenzo Minoli e Gerald Rafshoon                                                                                     | TNT        |       |
| Buffalo Girls                             | Sandra Saxon Brice, Suzanne Coston e Suzanne De Passe                                                                               | CBS        |       |
| Children of the Dust                      | Joyce Eliason, Frank Konigsberg e Harold Tichenor                                                                                   | CBS        |       |
| Martin Chuzzlewit                         | Rebecca Eaton, Chris Parr e Michael Wearing                                                                                         | PBS        |       |
| A Woman of Independent Means              | Sally Field, Preston Fischer, Robert Greenwald, Philip Kleinbart e Steve Saeta                                                      | NBC        |       |
| 1996                                      | |            |       |
| Gulliver's Travels                        | Robert Halmi, Brian Henson e Duncan Kenworthy                                                                                       | NBC        |       |
| Moses                                     | Laura Fattori, Lorenzo Minoli e Gerald Rafshoon                                                                                     | TNT        |       |
| Andersonville                             | John Frankenheimer, David W. Rintels, Diane Smith e Ethel Winant                                                                    | TNT        |       |
| Hiroshima                                 | Andrew Adelson, Tracey Alexander, Michael Campus, Tetsuya Ikeda, Paul Painter, Robin Spry e Kazutoshi Wadaruka                      | Showtime   |       |
| Pride and Prejudice                       | Sue Britwistle e Michael Wearing | A&E        |       |
| 1997                                      | |            |       |
| Prime Suspect 5: Errors of Judgement      | Rebecca Eaton, Lynn Horsford e Gub Neal                                                                                             | PBS        |       |
| The Odyssey                               | Francis Ford Coppola, Fred Fuchs, Robert Halmi, Dyson Lovell e Nicholas Meyer                                                       | NBC        |       |
| The Shining                               | Mark Carliner, Elliot Friedgen e Stephen King                                                                                       | ABC        |       |
| In Cold Blood                             | Robert Halmi e Tom Rowe | CBS        |       |
| The Last Don                              | Jim Davis, Joyce Eliason, Frank Konigsberg e Larry Sanitsky                                                                         | CBS        |       |
| 1998                                      | |            |       |
| From the Earth to the Moon                | Erik Bork, Michael Bostick, Brian Grazer, Tom Hanks, Ron Howard, John Melfi, Bruce Richmond, Janace Tashjian, Tony To e Graham Yost | HBO        |       |
| George Wallace                            | Mark Carliner, Mitch Engel, John Frankenheimer, Julian Krainin, James Sbardellati e Ethel Winant                                    | TNT        |       |
| More Tales of the City                    | Tim Bevan, Suzanne Girard, Alan Poul e Kevin Tierney                                                                                | Showtime   |       |
| Merlin                                    | Robert Halmi, Dyson Lovell e Chris Thompson                                                                                         | NBC        |       |
| Moby Dick                                 | Francis Ford Coppola, Fred Fuchs, Robert Halmi, Steve McGlothen, Kris Noble e Franc Roddam                                          | USA        |       |
| 1999                                      | |            |       |
| The Even Chance                           | Andrew Benson, Delia Fine e Vernon Lawrence                                                                                         | A&E        |       |
| Joan of Arc                               | Peter Bray, Andrew Deane, Graham Flashner, Brenda Friend, Ed Gernon e Peter Sussman                                                 | CBS        |       |
| The 60s                                   | Jim Chory e Lynda Obst | NBC        |       |
| The Temptations                           | Jay Benson, Suzanne Coston, Suzanne De Passe e David V. Picker                                                                      | NBC        |       |
| Great Expectations                        | Rebecca Eaton, David Snodin e Michael Wearing                                                                                       | PBS        |       |

### Década de 2000
| Ano                                     | Minissérie ou telefilme | Produtores | Canal |
| --------------------------------------- | --- | ---------- | ----- |
| 2000                                    | |            |       |
| The Corner                              | Robert F. Colesberry, David Mills, Nina Kostroff Noble e David Simon | HBO        |       |
| P.T. Barnum                             | Delia Fine, Suzanne Girard, David V. Picker e Kevin Tierney | A&E        |       |
| Jesus                                   | Russell Kagan, Frank Konigsberg, Lorenzo Minoli, Judd Parkin e Paolo Piria                                                                                               | CBS        |       |
| Arabian Nights                          | Howard Ellis, Rpbert Halmi e Dyson Lovell | ABC        |       |
| The Beach Boys: An American Family      | Jeff Bleckner, Neil Meron, John Stamos, John Whitman e Craig Zadan | ABC        |       |
| 2001                                    | |            |       |
| Anne Frank: The Whole Story             | David Kappes e Hans Proppe | ABC        |       |
| Nuremberg                               | Gerald Abrams, Alec Baldwin, Mychele Boudrias, Jon Cornick, Suzanne Gigard, Ian McDougall e Peter Sussman                                                                | TNT        |       |
| Life with Judy Garland: Me & My Shadows | Robert Ackerman, Kirk Ellis, Robert Freedman, Ed Gernon, Lorna Luft, Neil Meron, John Ryan, Peter Sussman, Philip Von Alvensleben e Craig Zadan                          | ABC        |       |
| Munity                                  | Andrew Benson, Michele Buck e Delia Fine | A&E        |       |
| Further Tales of the City               | Tim Bevan, Luc Chatelain, Suzanne Girard, Armistead Maupin e Alan Poul                                                                                                   | Showtime   |       |
| 2002                                    | |            |       |
| Band of Brothers                        | Stephen E. Ambrose, Erik Bork, Gary Goetzman, Tom Hanks, Erik Jendresen, Mary Richards, Steven Spielberg e Tony To                                                       | HBO        |       |
| Shackleton                              | Francesca Barra, Delia Fine, Emilio Nunez e Selwyn Roberts | A&E        |       |
| The Mists of Avalon                     | Lisa Alexander, Gideon Amir, James Coburn, Bernd Eichinger e Mark M. Wolper                                                                                              | TNT        |       |
| Dinotopia                               | William P. Cartlidge, Howard Ellis, Robert Halmi, Jr., Robert Halmi e Dusty Symonds                                                                                      | ABC        |       |
| 2003                                    | |            |       |
| Taken                                   | Joe M. Aguilar, Steve Beers, Leslie Bohem, Darryl Frank, Richard Heus e Steven Spielberg                                                                                 | Sci-Fi     |       |
| Napoléon                                | David Craig, Gérard Depardieu, Delia Fine, Jean-Pierre Guérin e Marc Vade                                                                                                | A&E        |       |
| Hitler: The Rise of Evil                | Christian Duguay, Ed Gernon, Diana Kerew, Ian McDougall, John Ryan, Peter Sussman e Philip Von Alvensleben                                                               | CBS        |       |
| 2004                                    | |            |       |
| Angels in America                       | Cary Brokaw, Celia Costas, Mike Haley e Mike Nichols | HBO        |       |
| Prime Suspect 6: The Last Witness       | David Boulter, Rebecca Eaton e Andy Harries | PBS        |       |
| American Family: Journey of Dreams      | Eric L. Gold, Robert Greenblatt, David Janollari, Barbara Martinez Jitner e Gregory Nava                                                                                 | PBS        |       |
| Traffic                                 | Jay Benson, Colin Cotter, Stephen Hopkins, Ron Hutchinson e Graham King                                                                                                  | USA        |       |
| Loyalty Duty                            | Andrew Benson, Michele Buck, Delia Fine e Emilia Nunez | A&E        |       |
| 2005                                    | |            |       |
| The Lost Prince                         | Joanna Beresford, John Chapman, Rebecca Eaton, Peter Fincham e David M. Thompson                                                                                         | PBS        |       |
| Elvis                                   | Kim Anderson, Thomas Becker, Howard Braunstein, Judy Cairo-Simpson, Robert Greenblatt, Michael Jaffé, David Janollari, Ilene Kahn Power, Malcolm Petal e Jorg Westerkamp | CBS        |       |
| The 4400                                | Ira Steven Behr, Brent Karl Clackson, René Echevarria, Scott Peters, Yves Simoneau e Maira Suro                                                                          | USA        |       |
| Empire Falls                            | Paul Newman, Marc Platt, Fred Schepisi, Scott Steindorff e William Teitler                                                                                               | HBO        |       |
| 2006                                    | |            |       |
| Elizabeth I                             | George Faber, Suzan Harrison, Charles Pattinson, Barney Reisz e Nigel Williams                                                                                           | HBO        |       |
| Into the West                           | Kirk Ellis, Justin Falvey, Darryl Frank, William Mastrosimone, Larry Rapaport, David A. Rosemont e Steven Spielberg                                                      | TNT        |       |
| Sleeper Call                            | Ann Kindberg, Ethan Reiff, Janet Tamaro e Cyrus Voris | Showtime   |       |
| Bleak House                             | Rebecca Eaton e Nigel Stafford-Clark | PBS        |       |
| 2007                                    | |            |       |
| Broken Trail                            | Stanley M. Brooks, Robert Duvall, Robert Carliner, Chad Oakes, Walter Hill e Damian Ganczewski                                                                           | AMC        |       |
| Prime Suspect: The Final Act            | Andrew Benson, Rebecca Eaton e Andy Harries | PBS        |       |
| The Starter Wife                        | Josann McGibbon, Sara Parriott, Jon Avnet, Stephanie Davis, Howard Klein, Gigi Levangie Grazer, Jeff Hayes e Marsha Oglesby                                              | USA        |       |
| 2008                                    | |            |       |
| John Adams                              | Tom Hanks, Gary Koetzman, Kirk Ellis, Frank Doelger, David Coatsworth e Steven Shareshian                                                                                | HBO        |       |
| Cranford                                | Kate Harwood, Rebecca Eaton e Sue Birtwistle | PBS        |       |
| The Andromeda Strain                    | Ridley Scott, Tony Scott, David W. Zucker, Tom Thayer, Mikael Salomon e Clara George                                                                                     | A&E        |       |
| Tin Man                                 | Robert Halmi, Robert Halmi, Jr., Matthew O'Connor, Steven Long Mitchell e Craig W. Van Sickle                                                                            | Sci-Fi     |       |
| 2009                                    | |            |       |
| Little Dorrit                           | Anna Pivcevic, Rebecca Eaton e Lisa Osbourne | PBS        |       |
| Generation Kill                         | David Simon, Ed Burns, George Faber, Nina Kostroff Noble e Andrea Calderwood                                                                                             | HBO        |       |

### Década de 2010
| Ano                                                        | Minissérie ou telefilme | Produtores       | Canal |
| ---------------------------------------------------------- | --- | ---------------- | ----- |
| 2010                                                       | |                  |       |
| The Pacific                                                | Tom Hanks, Steven Spielberg, Gary Goetzman, Tony To, Graham Yost, Eugene Kelly, Bruce C. McKenna, Cherylanne Martin, Todd London, Steven Shareshian e Tim Van Patten                                                 | HBO              |       |
| Return to Cranford                                         | Kate Harwood e Sue Birtwistle | PBS              |       |
| Mescla das categorias minissérie e filme televisivo        | |                  |       |
| 2011                                                       | |                  |       |
| Downton Abbey                                              | Gareth Neame, Rebecca Eaton, Julian Fellowes, Nigel Marchant e Liz Trubridge | PBS              |       |
| Cinema Verite                                              | Gavin Polone, Zanne Devine e Karyn McCarthy | HBO              |       |
| Mildred Pierce                                             | Christine Vachon, Pamela Koffler, John Wells, Todd Haynes e Ilene S. Landress | HBO              |       |
| Too Big to Fail                                            | Curtis Hanson, Paula Weinstein, Jeffrey Levine, Carol Fenelon e Ezra Swerdlow | HBO              |       |
| The Kennedys                                               | Jonathan Koch, Steve Michaels, Jon Cassar, Stephen Kronish, Michael Prupas, Jamie Paul Rock, Joel Surnow, David McKillop, Dirk Hoogstra, Christine Shipton, Tara Ellis e Brian Gibson                                | ReelzChannel     |       |
| The Pillars of the Earth                                   | David A. Rosemont, Jonas Bauer, Tim Halkin, Michael Prupas, David W. Zucker, Rola Bauer, Ridley Scott, Tony Scott e John Ryan                                                                                        | Starz            |       |
| 2012                                                       | |                  |       |
| Game Change                                                | Tom Hanks, Gary Goetzman, Jay Roach, Danny Strong, Steven Shareshian e Amy Sayres | HBO              |       |
| American Horror Story                                      | Ryan Murphy, Brad Falchuk e Dante Di Loreto | FX               |       |
| Hemingway & Gellhorn                                       | Peter Kaufman, Trish Hofmann, James Gandolfini, Alexandra Ryan, Barbara Turner, Nancy Sanders e Mark Armstrong | HBO              |       |
| Hatfields & McCoys                                         | Leslie Greif, Nancy Dubuc, Dirk Hoogstra, Barry Berg, Kevin Costner, Darrell Fetty, Herb Nanas e Vlad Paunescu | History          |       |
| Luther                                                     | Phillippa Giles e Katie Swinden | BBC America      |       |
| Sherlock: "A Scandal in Belgravia"                         | Beryl Vertue, Steven Moffat, Mark Gatiss, Rebecca Eaton, Bethan Jones e Sue Vertue | PBS              |       |
| 2013                                                       | |                  |       |
| Behind the Candelabra                                      | Jerry Weintraub, Gregory Jacobs, Susan Ekins e Michael Polaire | HBO              |       |
| Top of the Lake                                            | Emile Sherman, Iain Canning, Jane Campion e Philippa Campbell | Sundance Channel |       |
| American Horror Story: Asylum                              | Ryan Murphy, Brad Falchuk, Dante Di Loreto, Tim Minear, Jennifer Salt, James Wong, Jessica Sharzer, Bradley Buecker, Alexis Martin Woodall e Chip Vucelich                                                           | FX               |       |
| Political Animals                                          | Greg Berlanti, Laurence Mark, Sarah Caplan e Melissa Kellner Berman | USA              |       |
| Phil Spector                                               | Barry Levinson, David Mamet e Michael Hausman | HBO              |       |
| The Bible                                                  | Mark Burnett, Roma Downey, Richard Bedser, Nancy Dubuc, Dirk Hoogstra e Julian P. Hobbs | History          |       |
| Fim da mescla das categorias minissérie e filme televisivo | |                  |       |
| 2014                                                       | |                  |       |
| Fargo                                                      | Noah Hawley, Warren Littlefield, Geyer Kosinski, John Cameron, Chad Oakes, Mike Frislev e Kim Todd | FX               |       |
| American Horror Story: Coven                               | Ryan Murphy, Brad Falchuk, Dante Di Loreto, Tim Minear, Jennifer Salt, Bradley Buecker, James Wong, Jessica Sharzer, Douglas Petrie, Alfonso Gomez-Rejon, Alexis Martin Woodall e Joseph Incaprera                   | FX               |       |
| Bonnie & Clyde                                             | Craig Zadan, Neil Meron, John Rice, Joe Batteer e David A. Rosemont | Lifetime         |       |
| Luther                                                     | Phillippa Giles e Claire Bennett | BBC America      |       |
| Treme                                                      | David Simon, Nina Kostroff Noble, Eric Overmyer, George Pelecanos, Carolyn Strauss e Joseph Incaprera | HBO              |       |
| The White Queen                                            | John Griffin, Colin Callender, George Faber, Charles Pattinson, Philippa Gregory, Eurydice Gysel, Jan Vrints, Polly Hill e Gina Cronk                                                                                | Starz            |       |
| 2015                                                       | |                  |       |
| Olive Kitteridge                                           | Gary Goetzman, Tom Hanks, Jane Anderson, Frances McDormand, Steven Shareshian e David Coatsworth | HBO              |       |
| American Crime                                             | John Ridley, Michael J. McDonald, Julie Hébert, Stacy A. Littlejohn, Diana Son, Keith Huff e Lori-Etta Taub | ABC              |       |
| American Horror Story: Freak Show                          | Ryan Murphy, Brad Falchuk, Dante Di Loreto, Tim Minear, Jennifer Salt, Bradley Buecker, James Wong, Jessica Sharzer, Alexis Martin Woodall e Robert M. Williams, Jr.                                                 | FX               |       |
| The Honourable Woman                                       | Greg Brenman, Abi Bach e Hugo Blick | Sundance TV      |       |
| Wolf Hall                                                  | Colin Callender, John Yorke, Polly Hill, Rebecca Eaton e Mark Pybus | PBS              |       |
| 2016                                                       | |                  |       |
| The People v. O.J. Simpson: American Crime Story           | Ryan Murphy, Nina Jacobson, Brad Simpson, Brad Falchuk, Scott Alexander, Larry Karaszewski, D. V. DeVincentis, Anthony Hemingway, Alexis Martin Woodall, John Travolta e Chip Vucelich                               | FX               |       |
| Fargo                                                      | Noah Hawley, Warren Littlefield, John Cameron, Joel Coen, Ethan Coen, Kim Todd, Chad Oakes e Michael Frislev | FX               |       |
| American Crime                                             | John Ridley, Michael J. McDonald, Julie Hébert, Stacy A. Littlejohn, Diana Son, Keith Huff e Lori-Etta Taub | ABC              |       |
| The Night Manager                                          | Stephen Garrett, Simon Cornwell, Stephen Cornwell, Susanne Bier, David Farr, John le Carré, Tom Hiddleston, Hugh Laurie, Alexei Boltho, William D. Johnson e Rob Bullock                                             | AMC              |       |
| Roots                                                      | Barry Jossen, Lawrence Konner, Mark Rosenthal, Will Packer, Marc Toberoff, Mark M. Wolper, LeVar Burton, Korin D. Huggins, Ann Kindberg e Alissa M. Kantrow                                                          | History          |       |
| 2017                                                       | |                  |       |
| Big Little Lies                                            | David E. Kelley, Jean-Marc Vallée, Reese Witherspoon, Bruna Papandrea, Nicole Kidman, Per Saari, Gregg Fienberg, Nathan Ross e Barbara A. Hall                                                                       | HBO              |       |
| The Night Of                                               | Steven Zaillian, Richard Price, Jane Tranter, Garrett Basch e Scott Ferguson | HBO              |       |
| Fargo                                                      | Noah Hawley, Warren Littlefield, John Cameron, Joel Coen, Ethan Coen, Bob DeLaurentis, Matt Wolpert, Ben Nedivi, Steve Blackman, Monica Beletsky, Kim Todd, Leslie Cowan, Chad Oakes, Michael Frislev e Regis Kimble | FX               |       |
| Feud: Bette and Joan                                       | Ryan Murphy, Dede Gardner, Tim Minear, Alexis Martin Woodall, Chip Vucelich, John J. Gray, Jaffe Cohen, Renee Tab, Michael Zam, Jessica Lange e Susan Sarandon                                                       | FX               |       |
| Genius                                                     | Ron Howard, Brian Grazer, Francie Calfo, Gigi Pritzker, Rachel Shane, Sam Sokolow, Ken Biller, Noah Pink e Robert M. Williams                                                                                        | Nat Geo          |       |
| 2018                                                       | |                  |       |
| The Assassination of Gianni Versace: American Crime Story  | Ryan Murphy, Nina Jacobson, Brad Simpson, Brad Falchuk, Scott Alexander, Larry Karaszewski, Alexis Martin Woodall, Tom Rob Smith, Daniel Minahan, Chip Vucelich, Eric Kovtun, Lou Eyrich e Eryn Krueger Mekash       | FX               |       |
| Genius: Picasso                                            | Ron Howard, Brian Grazer, Ken Biller, Francie Calfo, Gigi Pritzker, Rachel Shane, Sam Sokolow, Noah Pink, Raf Green, Wendy Riss, Matthew Newman e Kelly M. Manners                                                   | Nat Geo          |       |
| Godless                                                    | Casey Silver, Steven Soderbergh, Scott Frank, Jessica Levin, Michael Malone | Netflix          |       |
| Patrick Melrose                                            | Rachael Horovitz, Michael Jackson, Adam Ackland, Benedict Cumberbatch, Helen Flint e Stephen Smallwood | Showtime         |       |
| The Alienist                                               | Hossein Amini, E. Max Frye, Rosalie Swedlin, Steve Golin, Chris Symes, Jakob Verbruggen, Cary Joji Fukunaga, Eric Roth, Jamie Payne, Marshall Persinger, Ben Rosenblatt e Seth Fisher                                | TNT              |       |
| 2019                                                       | |                  |       |
| Chernobyl                                                  | Craig Mazin, Carolyn Strauss, Jane Featherstone, Johan Renck, Chris Fry e Sanne Wohlenberg | HBO              |       |
| Sharp Objects                                              | Marti Noxon, Jason Blum, Gillian Flynn, Amy Adams, Jean-Marc Vallée, Nathan Ross, Gregg Fienberg, Jessica Rhoades, Charles Layton, Marci Wiseman, Jeremy Gold, Vince Calandra, David Auge                            | HBO              |       |
| Escape at Dannemora                                        | Ben Stiller, Michael Tolkin, Brett Johnson, Michael De Luca, Bryan Zuriff, Nicholas Weinstock, William Carraro, Adam Brightman, Lisa M. Rowe                                                                         | Showtime         |       |
| Fosse/Verdon                                               | Steven Levenson, Thomas Kail, Lin-Manuel Miranda, Joel Fields, George Stelzner, Sam Rockwell, Michelle Williams, Nicole Fosse, Charlotte Stoudt, Tracey Scott Wilson, Kate Sullivan, Brad Carpenter, Erica Kay       | FX               |       |
| When They See Us                                           | Ava DuVernay, Jeff Skoll, Jonathan King, Jane Rosenthal, Robert De Niro, Berry Welsh e Oprah Winfrey | Netflix          |       |

### Década de 2020
| Ano                                        | Série limitada | Produtores            | Canal                 |
| Melhor série limitada                      | Melhor série limitada | Melhor série limitada | Melhor série limitada |
| ------------------------------------------ | --- | --------------------- | --------------------- |
| 2020                                       | |                       |                       |
| Watchmen                                   | Damon Lindelof, Tom Spezialy, Nicole Kassell, Stephen Williams, Joseph E. Iberti, Ron Schmidt, Carly Wray, Lila Byock, Nick Cuse, Christal Henry, Karen Wacker e John Blair | HBO                   |                       |
| Unbelievable                               | Susannah Grant, Sarah Timberman, Carl Beverly, Lisa Cholodenko, Ayelet Waldman, Michael Chabon, Katie Couric, Richard Tofel, Neil Barsky, Robyn Semien, Marie Adler, Jennifer Schuur, Becky Mode, T. Christian Miller, Ken Armstrong, Kate DiMento, Chris Leanza e John Vohlers                                                   | Netflix               |                       |
| Unorthodox                                 | Anna Winger, Henning Kamm e Alexa Karolinski | Netflix               |                       |
| Little Fires Everywhere                    | Reese Witherspoon, Lauren Neustadter, Kerry Washington, Pilar Savone, Liz Tigelaar, Lynn Shelton, Merri Howard, Nancy Won, Attica Locke, Raamla Mohamed, Amy Talkington, Harris Danow, Rosa Handelman, Shannon Houston e Celeste Ng                                                                                               | Hulu                  |                       |
| Mrs. America                               | Dahvi Waller, Stacey Sher, Coco Francini, Cate Blanchett, Anna Boden, Ryan Fleck, Micah Schraft, James W. Skotchdopole, Tanya Barfield e Boo Killebrew | FX                    |                       |
| Melhor série limitada ou antológica        | |                       |                       |
| 2021                                       | |                       |                       |
| The Queen's Gambit                         | William Horberg, Allan Scott, Scott Frank, Mick Aniceto e Marcus Loges | Netflix               |                       |
| I May Destroy You                          | Michaela Coel, Phil Clarke, Roberto Troni, Simon Meyers e Simon Maloney | HBO                   |                       |
| Mare of Easttown                           | Paul Lee, Mark Roybal, Craig Zobel, Kate Winslet, Brad Ingelsby, Gavin O'Connor, Gordon Gray, Ron Schmidt e Karen Wacker | HBO                   |                       |
| The Underground Railroad                   | Barry Jenkins, Adele Romanski, Mark Ceryak, Brad Pitt, Dede Gardner, Jeremy Kleiner, Colson Whitehead, Richard Heus, Jacqueline Hoyt e Richleigh Heagh | Prime Video           |                       |
| WandaVision                                | Kevin Feige, Louis D'Esposito, Victoria Alonso, Matt Shakman, Jac Schaeffer, Mary Livanos, Trevor Waterson, Gretchen Enders e Chuck Hayward | Disney+               |                       |
| 2022                                       | |                       |                       |
| The White Lotus                            | Mike White, David Bernad, Nick Hall e Mark Kamine | HBO                   |                       |
| Dopesick                                   | Danny Strong, John Goldwyn, Warren Littlefield, Karen Rosenfelt, Barry Levinson, Beth Macy, Michael Keaton, Jane Bartelme, Mandy Safavi, Eoghan O'Donnell, Jessica Mecklenburg, Ann Johnson e Graham Littlefield | Hulu                  |                       |
| The Dropout                                | Elizabeth Meriwether, Katherine Pope, Michael Showalter, Jordana Mollick, Rebecca Jarvis, Taylor Dunn, Victoria Thompson, Liz Heldens, Liz Hannah, Hilton Smith, Dan LeFranc, Amanda Seyfried, Hilary Bettis e Megan Mascena | Hulu                  |                       |
| Pam & Tommy                                | Megan Ellison, Sue Naegle, Ali Krug, Seth Rogen, Evan Goldberg, James Weaver, Alex McAtee, Robert Siegel, D.V. DeVincentis, Craig Gillespie, Dylan Sellers, Dave Franco, Chip Vucelich e Sarah Gubbins | Hulu                  |                       |
| Inventing Anna                             | Shonda Rhimes, Betsy Beers, Tom Verica, Matt Byrne, Kathy Ciric, Scott Collins, Alison Eakle, Sara Fischer, Abby Ajayi, Jess Brownell, Holden Chang e Jessica Pressler | Netflix               |                       |
| 2023                                       | |                       |                       |
| Beef                                       | Lee Sung Jin, Steven Yeun, Ali Wong, Jake Schreier, Ravi Nandan, Alli Reich, Alice Ju, Carrie Kemper, Alex Russell, Jes Anderson, Savey Cathey, Inman Young, Alex Gayner e Matthew Medlin | Netflix               |                       |
| Dahmer – Monster: The Jeffrey Dahmer Story | Ryan Murphy, Ian Brennan, Alexis Martin Woodall, Eric Kovtun, Evan Peters, Janet Mock, Scott Robertson, Sara Stelwagen, Tanase Popa, David McMillan, Todd Nenninger, Lou Eyrich, Todd Kubrak, Reilly Smith, Regis Kimble, Richard Jenkins e Mathew Hart                                                                           | Netflix               |                       |
| Daisy Jones & The Six                      | James Ponsoldt, Brad Mendelsohn, Will Graham, Reese Witherspoon, Lauren Neustadter, Scott Neustadter, Michael H. Weber Jenny Klein, Stacy Traub, Nzingha Stewart, Michael Nelson, Charmaine DeGraté, Susan Coyne, Liz Koe, Harris Danow, Judalina Neira, Ashley Strumwasser, Josie Craven, Taylor Jenkins Reid e Amanda Kay Price | Prime Video           |                       |
| Fleishman Is in Trouble                    | Taffy Brodesser-Akner, Sarah Timberman, Carl Beverly, Susannah Grant, Jonathan Dayton e Valerie Faris, Diana Schmidt, Cindy Chupack, Kate DiMento e Anne M. Uemura | FX                    |                       |
| Obi-Wan Kenobi                             | Deborah Chow, Ewan McGregor, Kathleen Kennedy, Michelle Rejwan, Joby Harold, Thomas Hayslip e Katterli Frauenfelder | Disney+               |                       |
| 2024                                       | |                       |                       |
| Baby Reindeer                              | Richard Gadd, Wim De Greef, Petra Fried, Matt Jarvis, Ed Macdonald e Matthew Mulot | Netflix               |                       |
| Ripley                                     | Steven Zaillian, Garrett Basch, Clayton Townsend, Guymon Casady, Benjamin Forkner, Philipp Keel, Sharon Levy, Charlie Corwin, Ben Rosenblatt, Enzo Sisti e Andrew Scott | Netflix               |                       |
| True Detective: Night Country              | Issa López, Mari Jo Winkler-Iofredda, Jodie Foster, Barry Jenkins, Adele Romanski, Mark Ceryak, Chris Mundy, Nic Pizzolatto, Matthew McConaughey, Woody Harrelson, Steve Golin, Richard Brown, Cary Joji Fukunaga, Alan Page Arriaga, Princess Daazhraii Johnson, Cathy Tagnak Rexford, Layla Blackman e Sam Breckman             | HBO                   |                       |
| Fargo                                      | Noah Hawley, Warren Littlefield, Joel Coen, Ethan Coen, Steve Stark, Kim Todd, Thomas Bezucha, Bob DeLaurentis, April Shih, Caitlin Jackson, Regis Kimble, Dana Gonzalez e Leslie Cowan | FX                    |                       |
| Lessons in Chemistry                       | Hannah Fidell, Rosa Handelman, Susannah Grant, Natalie Sandy, Louise Shore, Jason Bateman, Michael Costigan, Brie Larson, Lee Eisenberg, Elijah Allan-Blitz, Mfoniso Udofia, Boo Killebrew, Elissa Karasik, Bonnie Garmus, Tracey Nyberg, Teagan Wall, Nicole Delaney e Dr. Shamell Bell                                          | Apple TV+             |                       |